# Compagnie DCA
De Compagnie DCA is een hedendaags dansgezelschap opgericht in 1982 door Philippe Decouflé.

## Geschiedenis
In tegenstelling tot veel van zijn collega's, heeft Decouflé altijd geweigerd om deel te nemen aan het "Centre chorégraphique national", dat heeft hem niet tegengehouden om zeer populair en internationaal bekend te worden. Hij gaf de voorkeur zijn eigen meester te blijven en richtte de "Compagnie DCA" op met een aantal dansers en kunstenaars. In 1993 verhuisde Compagnie DCA naar Saint-Denis. Elk jaar vindt het Festival van Saint-Denis daar plaats.

## Leden
- Magalie Caillet
- Philippe Decouflé
- Alexandra Naudet
- Christophe Salengro
- Olivier Simola
- Christophe Waksmann

## Medewerkers
- Muziek : Hughes de Courson, Sebastien Libolt en Claire Diterzi.
- Kostuums : Philippe Guillotel
- Decoraties : Jean Rabasse

## Producties van de Compagnie DCA
- 1983: Wave Coffee
- 1986: Codex
- 1989: La Danse des sabots
- 1990: November
- 1990: Triton
- 1992: Cérémonie d'ouverture et de clôture
- 1993: Petites Pièces montées
- 1995: Decodex
- 1996: Dora, le chat qui a vécu un million de fois
- 1997: Denise
- 1998: Shazam!
- 1998: Triton et les Petites Tritures
- 2001: Cyrk 13
- 2003: Solo, le doute m'habite
- 2003: Iris
- 2004: Iiris
- 2004: Tricodex
- 2006: Sombrero
- 2013: Panorama